# NGC 1538
NGC 1538 је спирална галаксија у сазвежђу Еридан која се налази на NGC листи објеката дубоког неба.
Деклинација објекта је - 13° 11' 29" а ректасцензија 4h 14m 56,0s. Привидна величина (магнитуда) објекта NGC 1538 износи 15,1 а фотографска магнитуда 16,0. NGC 1538 је још познат и под ознакама IC 2047, NPM1G -13.0171, f comp 30"" p, PGC 941480.